# Marvin Miller
Marvin Miller, all'anagrafe Marvin Elliott Mueller (Saint Louis, 18 luglio 1913 – Los Angeles, 8 febbraio 1985), è stato un attore statunitense.

## Biografia
Si dedicò per quarant'anni alla carriera cinematografica, a partire dal 1945 fino alla sua morte avvenuta nel 1985, per un attacco cardiaco.
Ebbe due figli, Tony e Melissa, nati dal suo matrimonio che durò per 28 anni.
Prese parte a oltre 140 film, dedicandosi anche al doppiaggio: sua è la voce narrante nel film d'animazione La bella addormentata nel bosco (1959).

## Filmografia parziale

### Cinema
- Sangue sul sole (Blood on the Sun), regia di Frank Lloyd (1945)
- Onde insanguinate (Johnny Angel), regia di Edwin L. Marin (1945)
- Il caso Foster (Just Before Dawn), regia di William Castle (1946)
- In nome dell'amore (Deadline at Dawn), regia di Harold Clurman (1946)
- The Phantom Thief, regia di D. Ross Lederman (1946)
- Notte di paradiso (Night in Paradise), regia di Arthur Lubin (1946)
- California Express (Without Reservations), regia di Mervyn LeRoy (1946)
- Solo chi cade può risorgere (Dead Reckoning), regia di John Cromwell (1947)
- La moneta insanguinata (The Brasher Doubloon), regia di John Brahm (1947
- Il segreto di Mary Harrison (The Corpse Came C.O.D.), regia di Henry Levin (1947)
- Contrabbando a Shanghai (Intrigue), regia di Edwin L. Marin (1947)
- Storia di un detective (The Fat Man), regia di William Castle (1951)
- Il principe ladro (The Prince Who Was a Thief), regia di Rudolph Maté (1951)
- L'espresso di Pechino (Peking Express), regia di William Dieterle (1951)
- La calata dei Mongoli (The Golden Horde), regia di George Sherman (1951)
- Hong Kong (Smuggler's Island), regia di Edward Ludwig (1952)
- Il talismano della Cina (Hong Kong), regia di Lewis R. Foster (1952)
- Red Planet Mars, regia di Harry Horner (1952)
- Polizia militare (Off Limits), regia di George Marshall (1953)
- Contrabbandieri a Macao (Forbidden), regia di Rudolph Maté (1953)
- Il tesoro del Rio delle Amazzoni (Jivaro), regia di Edward Ludwig (1954)
- Terrore a Shanghai (The Shanghai Story), regia di Frank Lloyd (1954)
- Anonima delitti (New York Confidential), regia di Russell Rouse (1955) - voce fuori campo non accreditata
- L'inferno ci accusa (The Story of Mankind), regia di Irwin Allen (1957)
- La bella addormentata nel bosco (Sleeping Beauty), regia di Clyde Geronimi, Eric Larson, Wolfgang Reitherman, Les Clark (1959) - voce
- M*A*S*H, regia di Robert Altman (1970) - voce
- Swing Shift - Tempo di swing (Swing Shift), regia di Jonathan Demme (1984)

### Televisione
- The Millionaire - serie TV, 206 episodi (1955-1960)
- Perry Mason - serie TV, episodio 6x23 (1963)

## Doppiatori italiani
- Giorgio Capecchi in Solo chi cade può risorgere
- Luigi Pavese in Contrabbando a Shanghai
- Bruno Persa in Contrabbandieri a Macao